# Gonwar, Sindhnur
Gonwar là một làng thuộc tehsil Sindhnur, huyện Raichur, bang Karnataka, Ấn Độ.